# Sint-Laurentiuskerk (Langförden)
De Sint-Laurentiuskerk (Duits: St. Laurentiuskirche) is de room-katholieke parochiekerk van Langförden, een Ortsteil van de stad Vechta in de Duitse deelstaat Nedersaksen. De kerk werd in de jaren 1910-1912 naar het ontwerp van Ludwig Becker gebouwd.

## Beschrijving
De Sint-Laurentiuskerk is een driebeukige neoromaanse basiliek. Met haar twee torens, stilistische eenheid en een lengte van 43 meter en een breedte 23 meter heeft de kruisvormige kerk een kathedrale allure. De viering van de kerk wordt bekroond met een achtkante toren. De voorgevel wordt beheerst door de 46 meter hoge torens, een groot roosvenster en drie portaalbogen. De oostelijke zijde wordt afgesloten door een halfronde apsis. Het hele gebouw is met zandsteen uit het berg-plateau van Ibbenbüren opgetrokken en van blinde arcades, boogfriezen en lisenen voorzien. Het kerkinterieur is wit gepleisterd. Alleen de bogen, ribben en colonetten zijn grijs gebleven, slechts de kapitelen hebben enige kleuraccenten.

## Interieur
Het interieur dateert voor het grootste deel uit het begin van de 20e eeuw en werd met de bouw van de huidige kerk vervaardigd. Het hoogaltaar wordt bekroond door een triomfkruis met aan de voet van de verrezen en gekroonde Christus een Pelikaan als christelijk symbool voor zelfopoffering. De zandstenen kansel toont een reliëf in de Nazarener stijl van Christus die het volk onderwijst.
Op de rijk geornamenteerde gebrandschilderde ramen zijn Bijbelse voorstellingen en heiligen afgebeeld.
Het orgel werd in 1980 door de orgelbouwer Kreienbrink uit Osnabrück gebouwd.
Enkele voorwerpen dateren uit de voorganger van de huidige kerk, zoals een piëta, het beeld van de heilige Laurentius en een doopvont uit circa het jaar 1000.

## Geschiedenis
Voor het eerst was er rond het jaar 890 sprake van een kerk in "Longanforda". De voorganger van de huidige kerk betrof een eenvoudige, van zwerfkeien gebouwde, basiliek uit 1101. Alhoewel het interieur van de kerk steeds weer volgens de onderhevige modes werd aangepast, bleef het bouwwerk zelf door de eeuwen heen nagenoeg onveranderd. Rond de eeuwwisseling werd de kerk echter te klein en viel het besluit een nieuwe, ruimere kerk te bouwen. Om plaats te maken voor het nieuwe godshuis werd het kerkschip volledig gesloopt. De stenen van de oude kerk werden aangewend voor het leggen van de fundamenten van de huidige kerk. De 1000-jaar oude klokkentoren bleef echter tot de dag van vandaag staan.